# 58-я стрелковая дивизия
58-я стрелковая дивизия — оперативное войсковое объединение в составе ВС СССР.

## История
Сформирована в декабре 1941 года в Мелекессе (ПриВО) как 431-я сд (Постановление ГКО № 935 от 22.11.1941). 25.12.1941 переименована в 58-ю стрелковую дивизию. Номер воинской части 15366. 
23 февраля 1942 года дивизия в составе 11215 человек была переброшена в Сталиногорск (ныне Новомосковск) в распоряжение 24-й резервной армии.  
В апреле 1942 отправлена на фронт, в Калужскую область, которую защищала и освобождала. После принимала участие в освобождении Смоленской, Киевской, Волынской, Львовской областей; в Корсунь-Шевченковской операции. 
Указом Президиума Верховного Совета СССР от 9 августа 1944 года за образцовое выполнение заданий командования в боях с немецкими захватчиками при прорыве обороны немцев на Львовском направлении, проявленные при этом доблесть и мужество награждена Орденом Красного Знамени.

В ходе освобождения Польши, за форсирование реки Одер и развитие наступления на её западном берегу получила почётное наименование «Одерская». За доблесть и успешные боевые действия награждена ещё орденом Кутузова II степени, в конце войны принимала участие в Берлинской и Пражской операциях. Победу встретила в Праге.

## Полное название
58-я Одерская Краснознамённая стрелковая дивизия

## Боевой состав
- 170-й стрелковый полк
- 270-й стрелковый полк
- 335-й стрелковый полк
- 244-й артиллерийский полк
- 138-й отдельный истребительно-противотанковый дивизион
- 126-й миномётный дивизион (до 10.11.1942)
- 544-я отдельная разведывательная рота
- 126-й (81-й) отдельный сапёрный батальон
- 100-й отдельный батальон связи (392-я отдельная рота связи)
- 114-й отдельный медико-санитарный батальон
- 528-я отдельная рота химической защиты
- 132-я автотранспортная рота
- 444-й полевой хлебозавод
- 909-й дивизионный ветеринарный лазарет
- 1657-я полевая почтовая станция
- 1086-я полевая касса Государственного банка

## Командование

### Командиры дивизии
- Прошкин, Николай Игнатьевич (01.07.1940 —  30.09.1941), генерал-майор. Попал в плен в августе 1941 года. В январе 1942-го погиб в плену[4].
- Шкодунович, Николай Николаевич (25.12.1941 — 10.11.1942), полковник;
- Самсонов, Василий Акимович (11.11.1942 — 30.04.1945), полковник, с 13.09.1944 генерал-майор.
- Шикита, Александр Андреевич (01.05.1945 — 11.05.1945), полковник.

### Заместители командира
- Оборин, Иван Иванович, гвардии полковник — (02.06.1943 — 30.07.1943)

## Вышестоящие воинские части
| Дата            | Фронт (округ)             | Армия                 | Корпус                  |
| --------------- | ------------------------- | --------------------- | ----------------------- |
| 01.01.1942 года | Приволжский военный округ |                       |                         |
| 01.03.1942 года | Резерв Ставки ВГК         | 24-я резервная армия  |                         |
| 01.05.1942 года | Западный фронт            | 50-я армия            |                         |
| 01.05.1943 года | Западный фронт            | 49-я армия            |                         |
| 01.10.1943 года | Западный фронт            | 33-я армия            | 65-й стрелковый корпус  |
| 01.11.1943 года | Резерв Ставки ВГК         | 20-я армия            | 103-й стрелковый корпус |
| 01.01.1944 года | 1-й Украинский фронт      | 47-я армия            | 104-й стрелковый корпус |
| 01.02.1944 года | 1-й Украинский фронт      | 40-я армия            | 104-й стрелковый корпус |
| 01.03.1944 года | Резерв Ставки ВГК         | 3-я гвардейская армия | 21-й стрелковый корпус  |
| 01.04.1944 года | Резерв Ставки ВГК         | 3-я гвардейская армия |                         |
| 01.05.1944 года | 2-й Украинский фронт      | 3-я гвардейская армия |                         |
| 01.06.1944 года | 1-й Украинский фронт      | 3-я гвардейская армия | 22-й стрелковый корпус  |
| 01.01.1945 года | 1-й Украинский фронт      | 3-я гвардейская армия | 21-й стрелковый корпус  |

## Награды
- 9 августа 1944 года —  Орден Красного Знамени — награждена указом Президиума Верховного Совета СССР от 9 августа 1944 года за образцовое выполнение заданий командования в боях с немецкими захватчиками при прорыве обороны немцев на Львовском направлении, проявленные при этом доблесть и мужество.[6]
- 5 апреля 1945 года — почётное наименование «Одерская» — присвоено приказом Верховного Главнокомандующего № 060 от 5 апреля 1945 года за отличие при форсировании Одера в районе Бреслау.
- 4 июня 1945 года —  Орден Кутузова II степени — награждена указом Президиума Верховного Совета СССР от 4 июня 1945 года за образцовое выполнение заданий командования в боях с немецкими захватчиками при ликвидации группы немецких войск, окруженной юго-восточнее Берлина и проявленные при этом доблесть и мужество.[7]

Награды частей дивизии:
- 170-й стрелковый ордена Александра Невского[8] полк
- 270-й стрелковый ордена Богдана Хмельницкого (орден Богдана Хмельницкого II степени)[8] полк
- 335-й стрелковый ордена Богдана Хмельницкого (орден Богдана Хмельницкого II степени)[8] полк
- 244-й артиллерийский Сандомирский ордена Богдана Хмельницкого (орден Богдана Хмельницкого II степени)[8] полк
- 138-й отдельный истребительно-противотанковый ордена Красной Звезды[8] дивизион

## Отличившиеся воины дивизии
- Гончаров, Николай Андреевич, старший лейтенант, командир пулемётной роты 270-го стрелкового полка.
- Тарсуков, Иосиф Гаврилович, младший сержант, командир орудия 4-й батареи 244-й артиллерийского полка.

## Известные люди, связанные с дивизией
- Паничкин, Яков Афанасьевич, в апреле-июне 1920 года  начальник пешей разведки  3-го интернационального полка. Впоследствии советский военачальник, генерал-майор.
- Кузнецов, Павел Григорьевич —  В 1933-1934 гг. проходил службу  помощником начальника 1-й части штаба. Впоследствии, советский военачальник, генерал-лейтенант.